# Distretto di Caltanissetta
Il distretto di Caltanissetta fu una delle suddivisioni amministrative del Regno delle Due Sicilie, subordinate alla provincia di Caltanissetta, soppressa nel 1860.

## Istituzione e soppressione
Fu istituito nel 1812 con la Costituzione del Regno di Sicilia.
Con una legge varata l'11 ottobre 1817 che riformò la ripartizione territoriale del Regno delle Due Sicilie a seguito della fusione della corona napoletana con quella siciliana, l'ente fu inserito nella provincia di Caltanissetta.
Con l'occupazione garibaldina e annessione al Regno di Sardegna del 1860 l'ente fu soppresso.

## Suddivisione in circondari
Il distretto era suddiviso in successivi livelli amministrativi gerarchicamente dipendenti dal precedente. Al livello immediatamente successivo, infatti, individuiamo i circondari, che, a loro volta, erano costituiti dai comuni, l'unità di base della struttura politico-amministrativa dello Stato moderno. A questi ultimi potevano far capo i villaggi, centri a carattere prevalentemente rurale.
I circondari del distretto di Caltanissetta, prima della soppressione, ammontavano ad sette ed erano i seguenti:
- Circondario di Caltanissetta
- Circondario di Mussomele
- Circondario di Sommatino
- Circondario di Villalba
- Circondario di Serra di Falco
- Circondario di San Cataldo
- Circondario di Santa Caterina